# Antrocaryon
Antrocaryon és un gènere de plantes Anacardiàcies.

## Algunes espècies
- Antrocaryon amazonicum
- Antrocaryon klaineanum
- Antrocaryon micraster
- Antrocaryon nannanii
- Antrocaryon schorkopfii